# Confederación de Cámaras Industriales
 La Confederación de Cámaras Industriales de los Estados Unidos Mexicanos (CONCAMIN) (1918), es un organismo de representación empresarial encargada de desarrollar proyectos e iniciativas para el desenvolvimiento sostenido de la industria mexicana.
Integra 46 Cámaras Nacionales, 14 Cámaras Regionales, 3 Cámaras Genéricas y 45 Asociaciones de los distintos sectores productivos que existen en México. Posicionándose como la fuerza política de los industriales, al promover y defender sus intereses legítimos.

## Historia y desarrollo
La CONCAMIN se consolida el 13 de septiembre de 1918, justo a unos cuantos meses de haber sido promulgada la Constitución de 1917.
Se llevó a cabo el Primer Congreso Nacional de Industriales, solicitado por el Centro Industrial Mexicano de Puebla que, patrocinado por la Secretaría de Industria y Comercio planteó como objeto de estudio el análisis a la problemática de la reestructuración económica del país.
En ese contexto, una de las mayores inquietudes expuestas por los empresarios industriales en el congreso, se estableció con referencia a la reglamentación del artículo 123.º de la Constitución Política de los Estados Unidos Mexicanos.
Como resultado de la convocatoria, durante el gobierno de Venustiano Carranza se constituyó formalmente lo que hoy conocemos como la Confederación de Cámaras Industriales de los Estados Unidos Mexicanos, en la que se integraron las cámaras industriales anteriormente separadas.
Durante ese período, la CONCANACO y la CONCAMIN integraron durante algunos años una misma organización: la CONCANACOMIN. 
Esto se debió a que en 1936 fue expedida la Ley de Cámaras de Comercio e Industria, que estableció en su artículo 21º un régimen de integración de las Cámaras.
En 1941 una nueva Ley de Cámaras de Comercio e Industria estableció la segregación de ese organismo de acuerdo a su actividad.
En septiembre de 1941, la CONCANACOMIN, en una asamblea general, decidió separarse en dos ramas.
La CONCAMIN y la CONCANACO se asemejan con respecto a sus obligaciones y colaboración hacia el gobierno. Ya que tienen comités ejecutivos que representan las diversas cámaras que integran dichas organizaciones.
En 1945 se firma un pacto con la Confederación de Trabajadores de México iniciando así, la segunda etapa de crecimiento industrial. 

### Historias recientes
En el año 2003 se firmó el Pacto Mundial de las Naciones Unidas, red internacional que agrupa a las empresas y organizaciones preocupadas por los grandes retos colectivos del Siglo XXI.
Actualmente, la CONCAMIN a través del actual presidente de México, Enrique Peña Nieto, anunció que por primera vez en 20 años, el sector primario registró en los primeros 10 meses del 2015 una balanza comercial con un superávit de más de 1,200 millones de dólares. 
Revelando que las ventas agrícolas a mercados internacionales ascendieron a 74,000 millones de dólares; 66% más que en el mismo periodo de la pasada administración federal.
Cabe recalcar que anualmente alrededor del 30% del PIB que se generó en el país en ese mismo año, proviene de afiliados a la Confederación.
Coordinado con la COFECE, la CONCAMIN trabajó en el 2015 en un proyecto de la Guía para el Intercambio de Información entre Agentes Económicos que contempla el manejo de información para los afiliados.
En septiembre del 2018, el presidente de CONCAMIN anunció la apertura de una representación en los Estados Unidos.La Sede estará en la ciudad de Houston, Texas.

## Gestión Actual
| Cargo       | Titular               |
| ----------- | --------------------- |
| Presidencia | José Abugaber Andonie |

### Otras gestiones
| Cargo                     | Titular                     |
| ------------------------- | --------------------------- |
| Presidencia (2018 - 2021) | Francisco Cervantes Díaz    |
| Presidencia (2015 - 2018) | Manuel Herrera Vega         |
| Presidencia (2012 - 2015) | Francisco J. Funtanet       |
| Presidencia (2009 - 2012) | Salomón Presburger          |
| Presidencia (2006 - 2009) | Ismael Plasencia            |
| Presidencia (2003 - 2006) | León Halkin Bider           |
| Presidencia (2001 - 2003) | Javier Prieto               |
| Presidencia (1998 - 2001) | Alejandro Martínez Gallardo |
| Presidencia (1995 - 1998) | Víctor Manuel Díaz Romero   |
| Presidencia (1992 - 1995) | Fernando Cortina Legarreta  |
| Presidencia (1989 - 1992) | Jorge Marín                 |